# Julian Edmund Miller
Julian Edmund Miller (ur. 16 listopada 1892 w Kijowie, zm. 17 października 1982 w Edynburgu) – podpułkownik kawalerii Wojska Polskiego.

## Życiorys
Przez matkę bliski kuzyn słynnego szwoleżera – generała Bolesława Wieniawy-Długoszowskiego. 3 maja 1922 roku został zweryfikowany w stopniu rotmistrza ze starszeństwem z dniem 1 czerwca 1919 roku i 382. lokatą w korpusie oficerów jazdy (od 1924 roku – kawalerii). Do 1930 roku służył w oddziale macierzystym, 14 pułku Ułanów Jazłowieckich. Głośny w dwudziestoleciu międzywojennym był jego pojedynek o cześć swojej pięknej żony.
27 stycznia 1930 roku został mianowany majorem ze starszeństwem z dniem 1 stycznia 1930 roku i 26. lokatą w korpusie oficerów kawalerii. We wrześniu tego roku został przeniesiony z 14 puł do Centrum Wyszkolenia Kawalerii w Grudziądzu na stanowisko dowódcy Dywizjonu Szkolnego Podchorążych Rezerwy Kawalerii. W grudniu 1932 roku został przeniesiony do Departamentu Kawalerii Ministerstwa Spraw Wojskowych w Warszawie na stanowisko szefa wydziału. W 1934 roku opisał na łamach Przeglądu Kawaleryjskiego Konne Mistrzostwa Wojska Polskiego w Hrubieszowie. Na stopień podpułkownika został mianowany ze starszeństwem z dniem 1 stycznia 1936 roku i 8. lokatą w korpusie oficerów kawalerii.
Od 15 września 1939 roku na emigracji w Polskich Siłach Zbrojnych na Zachodzie we Francji, a później w Wielkiej Brytanii. 6 grudnia 1939 roku uczestniczył w spotkaniu w Paryżu reaktywującym barwy 14 pułku Ułanów Jazłowieckich. Awansował na podpułkownika w Sztabie Naczelnego Wodza. Niechlubnie wsławił się donosami na kolegów i kierowaniem ich do obozu karnego dla polskich żołnierzy na Wyspie Wężów w Szkocji.

## Ordery i odznaczenia
- Krzyż Walecznych (dwukrotnie)[9]
- Złoty Krzyż Zasługi (11 listopada 1937)[10]
- Medal Niepodległości (20 lipca 1932)[11]
- Srebrny Krzyż Zasługi (10 listopada 1928)[12][13]
- Medal Zwycięstwa („Médaille Interalliée”)[9]